# Reserva natural nacional de tortugas marinas del puerto de Huidong

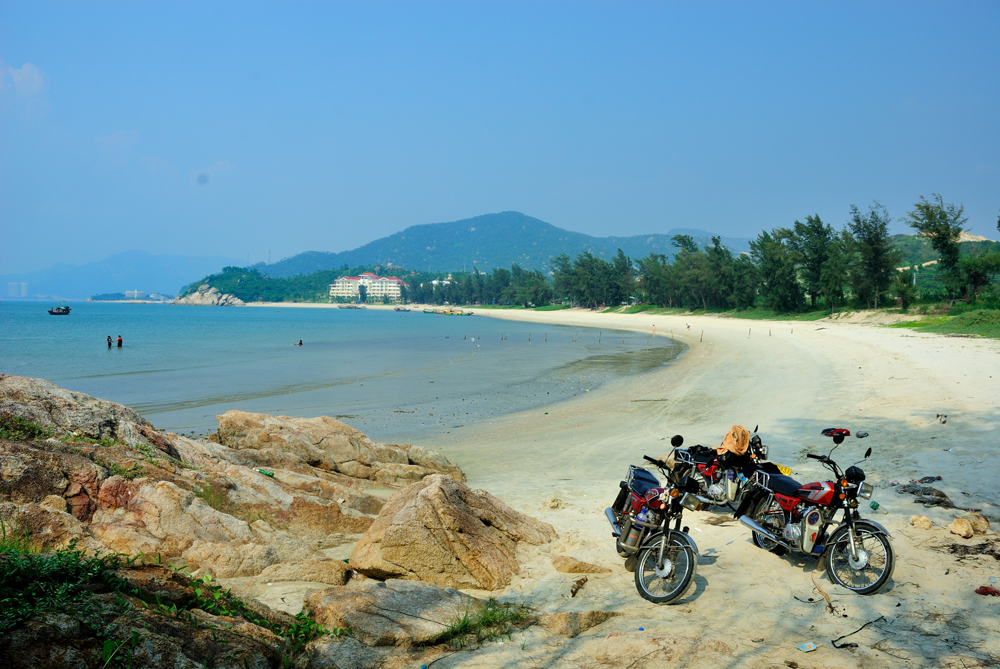
Bahía de Huizhou

La Reserva natural nacional de tortugas marinas del puerto de Huidong, creada en 1985, se encuentra en el puerto de Huidong, en la prefectura de Huizhou, provincia de Cantón, en el extremo meridional de la península de Dapeng, al este de la bahía de Daya, no muy lejos de Hong Kong y Shenzhen, que se encuentran al oeste.

## Características
La reserva se extiende por un área de 4 km2, rodeada de mar y montañas. Cubre un área de solo 0,1 kilómetros cuadrados de costa arenosa ubicada en un entorno tranquilo. En el lecho marino hay algunos arrecifes de coral, mientras que la arena fina de la playa ligeramente inclinada atrae a las tortugas a poner sus huevos. La temperatura del agua de mar en las estaciones de verano y otoño es de unos 28 oC. La reserva es una importante instalación de investigación de campo para el país.

## Sitio Ramsar
En 2002, se crea el sitio Ramsar de la Reserva natural nacional de tortugas marinas del puerto de Huidong, con el número 1150 (22°33′N 114°54′E). La reserva se halla en la unión de las bahías de Daya y de Honghai, en el mar de la China Meridional. es actualmente la única área protegida de tortugas marinas en China, con agua de mar y playas de arena de suave pendiente todavía en buena calidad ambiental y eminentemente adecuadas para las tortugas marinas, que tradicionalmente han sido consideradas como especie divina y símbolo de longevidad y buena suerte en la región. La playa, de 1.000 m de largo y 70 m de ancho, rodeada de montañas en los tres lados hacia tierra, alberga entre 400 y 500 tortugas verdes (Chelonia mydas), una especie en peligro de extinción de la Lista Roja de la UICN, durante la puesta de huevos. El área es de propiedad colectiva, y el gobierno local ha delimitado el sitio como área protegida de pesca. Desde que recibió el estatus de Reserva en 1992, las poblaciones de peces se han beneficiado. Se considera que los límites de la Reserva actual, demarcada en 1986, son demasiado restringidos para sus propósitos de conservación, y se están realizando esfuerzos para ampliarlos. Se han establecido estanques artificiales de incubación y reproducción para ayudar a las tortugas jóvenes cuando las condiciones adversas, como el mal tiempo, lo justifican.